# Atentado contra The Capital
Un tiroteo masivo ocurrió el 28 de junio de 2018 en Parole, en el condado de Anne Arundel, a las afueras de Annapolis en Maryland, en las oficinas de la editorial del periódico The Capital. El perpetrador mató a cinco personas e hirió gravemente a varias en el ataque a la redacción del periódico.

## Desarrollo
El Departamento de Policía del condado de Anne Arundel informó que el tiroteo comenzó alrededor de las 2:34 p. m.(EDT), lo que resultó en cinco muertes, además de varias otras víctimas heridas por disparos. El pistolero hizo una barricada en la salida posterior de la oficina para evitar que las personas escaparan. Las fuentes informaron que el arma era una "escopeta larga" que luego se describiría como una escopeta de bombeo de calibre 12. Varias de las víctimas heridas fueron enviadas al Centro Médico Anne Arundel para recibir tratamiento. Capital Gazette Communications, propiedad de Tronc a través de su filial Baltimore Sun Media Group, publica los periódicos diarios The Capital y The Maryland Gazette y los semanales Bowie Blade-News y Crofton-West County Gazette. Sus oficinas se encuentran en el 888 Bestgate Road, a las afueras de Annapolis.
Phil Davis, un reportero de tribunales y crímenes, presente en el lugar del tiroteo de The Capital, tuiteó que el pistolero "salió disparado por la puerta de vidrio hacia la oficina y abrió fuego contra varios empleados". Davis también describió las oficinas del periódico como una "zona de guerra" después del tiroteo y describió haber escuchado la recarga del pistolero. Dijo que había un pistolero solitario. La policía del condado evacuó a 170 personas del edificio a un centro de reunificación establecido en el cercano centro comercial Westfield Annapolis.

## Víctimas
Cinco personas murieron y varias otras resultaron heridas en el ataque. Los asesinados constan en la siguiente lista:
- Gerald Fischman, 61 años, columnista y editor en The Capital.
- Rob Hiaasen, 59 años, editor asistente y columnista de fin de semana en The Capital.
- John McNamara, 56 años, periodista deportivo en The Capital y editor y reportero principal de Bowie Blade-News.
- Rebecca Smith, 34 años, asistenta de ventas de Capital Gazette Communications.
- Wendi Winters, 65 años, reportera especializada en The Capital.

## Autor
Jarrod Warren Ramos (nacido el 21 de diciembre de 1979), de 38 años, fue capturado por la policía y mantenido bajo custodia como sospechoso, pero se negó a identificarse. Los primeros informes decían que el pistolero se mutiló las yemas de los dedos para evitar la identificación, pero un oficial policial más tarde afirmó que un problema con la máquina de huellas digitales había causado dificultades para identificar al sospechoso, y que sus dedos no habían sido mutilados.
El sospechoso también llevaba una mochila con bombas de humo, granadas aturdidoras y granadas comunes. La policía más tarde anunció que el ataque había sido dirigido específicamente a Capital Gazette Communications. Ramos ha sido acusado de cinco cargos de asesinato en primer grado, y se ordenó retenerlo sin derecho a fianza después de que se determinó que era un riesgo de fuga y un peligro para la comunidad. También fue puesto bajo vigilancia suicida mientras estaba bajo custodia policial.
El periódico The Capital había publicado en 2011 un artículo sobre Ramos cuando fue puesto en libertad condicional por hostigar a un conocido de la escuela secundaria a través de las redes sociales y el correo electrónico. Ramos, enojado con el artículo, acusó al periódico por difamación, pero un juez desestimó la demanda. Se alega que después estuvo enviando cartas y mensajes furiosos a las oficinas del periódico, amenazando con atacar la oficina y al personal.